# Krzysztof Pikus
Krzysztof Pikus (ur.: 21 listopada 1958) – polski brydżysta, arcymistrz międzynarodowy, sędzia klubowy, instruktor sportu, odznaczony brązową odznaką PZBS, zawodnik Siwik Holiday BT Mrągowo.

## Wyniki brydżowe

### Zawody krajowe
W rozgrywkach krajowych zdobywał następujące lokaty:
| Drużynowe mistrzostwa Polski | Drużynowe mistrzostwa Polski | Drużynowe mistrzostwa Polski |
| Sezon                        | Drużyna                      | Pozycja                      |
| ---------------------------- | ---------------------------- | ---------------------------- |
| 2009/10                      | Mrągowia SI Mrągowo          | 2                            |
| 2007/08                      | Mrągowia SI Mrągowo          | 2                            |
| 2005/06                      | Mrągowia SI Mrągowo          | 2                            |
| 2004/05                      | Chłodnia Star-Turist Olsztyn | 1                            |
| 2002/03                      | Łączność Chłodnia Olsztyn    | 3                            |
| 1997                         | Łączność Olsztyn             | 2                            |
| 1989/90                      | Łączność Olsztyn             | 3                            |

| Mistrzostwa Polski teamów | Mistrzostwa Polski teamów | Mistrzostwa Polski teamów | Mistrzostwa Polski teamów |
| Rok                       | Typ                       | Kategoria                 | Pozycja                   |
| ------------------------- | ------------------------- | ------------------------- | ------------------------- |
| 2010                      | IMP                       | Open                      | 2                         |
| 2010                      | BAM                       | Open                      | 2                         |
| 2004                      | Otwarte                   | Open                      | 2                         |
| 1992                      | IMP                       | Open                      | 2                         |

### Zawody światowe
W światowych zawodach zdobył następujące lokaty:
| Mistrzostwa Świata. Konkurencja teamów | Mistrzostwa Świata. Konkurencja teamów | Mistrzostwa Świata. Konkurencja teamów | Mistrzostwa Świata. Konkurencja teamów | Mistrzostwa Świata. Konkurencja teamów | Mistrzostwa Świata. Konkurencja teamów |
| Rok                                    | Miejsce                                | Zawody                                 | Kategoria                              | Drużyna                                | Pozycja                                |
| -------------------------------------- | -------------------------------------- | -------------------------------------- | -------------------------------------- | -------------------------------------- | -------------------------------------- |
| 2011                                   | Veldhoven                              | 40. Mistrzostwa Świata Teamów          | Trans                                  | Siwik Mrągowo                          | 72                                     |
| 2010                                   | Filadelfia                             | 13. Seria Mistrzostw Świata            | Open                                   | Siwik BT                               | 65                                     |
| 2006                                   | Werona                                 | 12. Mistrzostwa Świata                 | Open                                   | Mrągowia SI                            | 83                                     |

### Zawody europejskie
W europejskich zawodach zdobył następujące lokaty:
| Zawody europejskie. Konkurencja teamów | Zawody europejskie. Konkurencja teamów | Zawody europejskie. Konkurencja teamów | Zawody europejskie. Konkurencja teamów | Zawody europejskie. Konkurencja teamów | Zawody europejskie. Konkurencja teamów |
| Rok                                    | Miejsce                                | Zawody                                 | Kategoria                              | Drużyna                                | Pozycja                                |
| -------------------------------------- | -------------------------------------- | -------------------------------------- | -------------------------------------- | -------------------------------------- | -------------------------------------- |
| 2009                                   | San Remo                               | 4. Otwarte Mistrzostwa Europy          | Open                                   | Mrągowia SI                            | 52                                     |
| 2007                                   | Antalya                                | 3. Otwarte Mistrzostwa Europy          | Open                                   | Poland                                 | 5                                      |
| 2005                                   | Bruksela                               | 4. Puchar Europy Teamów                | Open                                   | Csto-Poland                            | 7                                      |
| 2003                                   | Mentona                                | 1. Otwarte Mistrzostwa Europy          | Miksty                                 | Banaszkiewicz                          | 96                                     |
| 2003                                   | Mentona                                | 1. Otwarte Mistrzostwa Europy          | Open                                   | Cichocki                               | 17                                     |

| Zawody europejskie. Konkurencja par | Zawody europejskie. Konkurencja par | Zawody europejskie. Konkurencja par | Zawody europejskie. Konkurencja par | Zawody europejskie. Konkurencja par | Zawody europejskie. Konkurencja par |
| Rok                                 | Miejsce                             | Zawody                              | Kategoria                           | Partner                             | Pozycja                             |
| ----------------------------------- | ----------------------------------- | ----------------------------------- | ----------------------------------- | ----------------------------------- | ----------------------------------- |
| 2003                                | Mentona                             | 1. Otwarte Mistrzostwa Europy       | Mikst                               | Ewa Banaszkiewicz                   | 295                                 |
| 2003                                | Mentona                             | 1. Otwarte Mistrzostwa Europy       | Open                                | Andrzej Lućko                       | 50                                  |
| 2001                                | Sorrento                            | 11. Mistrzostwa Europy Par          | Open                                | Zbigniew Rogowski                   | 10                                  |
| 1999                                | Warszawa                            | 10. Mistrzostwa Europy Par          | Open                                | Zbigniew Rogowski                   | 81                                  |
| 1997                                | Haga                                | 9. Mistrzostwa Europy Par           | Open                                | Zbigniew Rogowski                   | 151                                 |
| 1995                                | Rzym                                | 8. Mistrzostwa Europy Par           | Open                                | Zbigniew Rogowski                   | 71                                  |
| 1993                                | Bielefeld                           | 7. Mistrzostwa Europy Par           | Open                                | Krzysztof Łukaszewicz               | 226                                 |
| 1991                                | Montecatini                         | 6. Mistrzostwa Europy Par           | Open                                | Zbigniew Rogowski                   | 8                                   |

## Klasyfikacja
- Krzysztof Pikus – klasyfikacja PZBS
- Krzysztof Pikus – klasyfikacja EBL (ang.)
- Krzysztof Pikus – klasyfikacja WBF (ang.)